# 高雄九太科技籃球隊
高雄九太科技是臺灣籃球隊，球隊最前身是成立於1997年的大華建設，在宏福公羊解散後，接收大部份球員。2000年12月球隊更名為「九太科技」，並成為超級籃球聯賽（SBL）創始球隊，之後又曾先後改名為「東森羚羊」、「米迪亞精靈」、「金門酒廠」，九太科技於2019年8月回歸接手球隊。2020年2月接受高雄市政府冠名贊助，更名成「高雄九太科技」。2022年5月宣布解散。

## 歷史
1997年，大華建設成立籃球隊，當時領隊為閻家驊。宏福公羊解散後，大華建設接收了原先宏福大部分的球員，包括一代中華隊主力中鋒朱志清和宏福新秀尚韋帆。2000年12月，球隊在社會甲組籃球聯賽開打前更名為「九太科技」。2003年半職業聯賽超級籃球聯賽（SBL）成立，九太遂加入之。2004年7月東森購物接手九太科技籃球隊，並更名為「東森羚羊」。
2004年10月，九太科技在高雄成立甲二級籃球隊，與三民家商、國立臺南大學合作，隔年觀護盃國際籃球邀請賽位居第四名、全國社會組籃球錦標賽獲得亞軍，2005年10月底宣布解散。
東森羚羊後來在2007年由車用導航器（GPS）製造商米迪亞系統科技接手並更名「米迪亞精靈」。米迪亞母企業賽亞科技於2008年2月接手中華職棒誠泰COBRAS，成立米迪亞暴龍，成為台灣第一個同時擁有籃球隊與棒球隊的企業體。2008年底由於米迪亞暴龍隊爆發簽賭風暴，之後由鴻亞國際企業和得亨行銷接手、金門酒廠冠名贊助，改名「金門酒廠」。2012年得亨行銷退出球隊經營，由鴻亞國際獨立管理。2013年金門酒廠表示直接接手管理權，同時教練團改組，以期改變球隊風格。直到第12季改變季後賽賽制後，終於打進季後賽，最終第一輪以直落三遭到台灣啤酒橫掃。
2013年7月，金門酒廠實業股份有限公司（金酒公司）正式取得金門酒廠籃球隊之經營管理權，同時指派金門縣籃球協會，做為金門酒廠籃球隊之經營管理單位，金酒公司為督導檢核單位。 期望透過金門縣政府及金酒公司的整合，直接經營管理球隊，並與金門縣各鄉鎮結合，推動籃球種子培育計畫，培育更多優秀的籃球選手。
SBL金門酒廠籃球隊為第13季SBL超級籃球聯賽拍攝球員形象照時，也發佈球隊最新視覺LOGO以及新球季口號「WE CAN」，一切做足準備就是希望為新球季全力以赴，證明彼此。金酒球隊邀請曾獲選台灣百大設計師的新穎設計師跨刀合作，展現金門人文、歷史、在地文化特色為主軸，金門高粱英文縮寫（KINMEN KAOLIANG）的KKL，背後鑲著金門古厝的屋頂造型以及金門人俗稱大山的太武山。設計理念利用創新思考，結合多種元素，除了讓金門在地文化特色與金門酒廠籃球隊有更深連結，也象徵金門酒廠籃球隊獨特形象。
金門酒廠籃球隊於2015年11月18日公佈新球季吉祥物，是他們日前遇到的走失狗「高粱」，不僅發揮愛心，也希望大家能共同關懷流浪動物，並且善待牠們。
2016年2月26日金酒確定成為唯一七搶六中無緣季後賽的球隊。至於金門酒廠籃球隊每年不只流失球員，甚至不定期更換總教練。
2018年4月15日金酒第六戰輸給璞園隊後遭到淘汰，這也是金酒改名後隊史最佳季後賽成績。
2019年6月10日，原先冠名贊助金酒的金門酒廠實業公司考量到職業化後經營成本的增加與公司經營政策的轉變，在未來的新賽季裡結束11年來的冠名贊助。
在金酒宣布不再冠名贊助後，原金酒籃球隊傳出將由九太科技回鍋接手，而球團方面也宣布於28日正式召開記者會，宣布九太重返SBL賽場。至於原金酒執行教練吳俊雄，先前已於6月底離隊，記者會上宣布球隊由前達欣工程總教練劉嘉發接掌兵符。
2020年2月26日，舉行冠名記者會，球隊獲得高雄市政府的冠名贊助。
2021年5月11日，高雄九太科技在季後賽首輪遭直落3橫掃出局後，球隊內部進行重大人事重整，包括總教練劉嘉發在內的教練團成員自行請辭以示負責。
2021年5月26日，九太科技董事長沈會承宣佈將高雄九太科技主力球員轉移至高雄海神做為海神建隊班底。
2021年7月14日，結束第18季SBL超級籃球聯賽後總教練劉嘉發請辭獲准，由助理教練徐仲毅暫代球隊相關訓練事務，今也確定將他扶正為總教練，年僅30歲的他也成了SBL創立以來最年輕的球隊總教練。
2022年5月30日，九太科技籃球隊宣布解散。

## 歷年戰績
以下列出球隊過去在超級籃球聯賽的戰績。
| 聯盟總冠軍 | 晉級季後賽 |

| 賽季       | 聯盟      | 例行賽    | 例行賽 | 例行賽 | 例行賽 | 例行賽 | 季後賽                                                |
| 賽季       | 聯盟      | 名次      | 已賽   | 勝場   | 敗場   | 勝率   | 季後賽                                                |
| ---------- | --------- | --------- | ------ | ------ | ------ | ------ | ----------------------------------------------------- |
| 2003-2004  | SBL       | 4/7       | 24     | 12     | 12     | 0.500  |                                                       |
| 2004-2005  | SBL       | 4/7       | 30     | 16     | 14     | 0.500  |                                                       |
| 2005-2006  | SBL       | 6/7       | 30     | 11     | 19     | 0.366  |                                                       |
| 2006-2007  | SBL       | 5/7       | 30     | 15     | 15     | 0.500  |                                                       |
| 2007-2008  | SBL       | 3/7       | 30     | 19     | 11     | 0.633  | 落敗 準決賽（台灣啤酒）0比3                           |
| 2008-2009  | SBL       | 5/7       | 30     | 13     | 17     | 0.433  |                                                       |
| 2010       | SBL       | 6/7       | 30     | 14     | 16     | 0.467  |                                                       |
| 2010-2011  | SBL       | 7/7       | 30     | 10     | 20     | 0.333  |                                                       |
| 2011-2012  | SBL       | 5/7       | 30     | 14     | 16     | 0.467  |                                                       |
| 2012-2013  | SBL       | 6/7       | 30     | 9      | 21     | 0.300  |                                                       |
| 2013-2014  | SBL       | 6/7       | 30     | 12     | 18     | 0.400  |                                                       |
| 2014-2015  | SBL       | 6/7       | 30     | 11     | 19     | 0.367  | 落敗 首輪（台灣啤酒）0比3                             |
| 2015-2016  | SBL       | 7/7       | 30     | 4      | 26     | 0.133  |                                                       |
| 2016-2017  | SBL       | 6/7       | 30     | 9      | 21     | 0.300  | 落敗 準決賽（台灣啤酒）0比3                           |
| 2017-2018  | SBL       | 5/7       | 29     | 16     | 13     | 0.551  | 獲勝 首輪（台灣啤酒）3比1 落敗 準決賽（璞園建築）2比4 |
| 2018-2019  | SBL       | 5/7       | 36     | 18     | 18     | 0.500  | 落敗 準決賽（裕隆納智捷）0比3                         |
| 2019-2020  | SBL       | 5/5       | 32     | 8      | 24     | 0.250  |                                                       |
| 2020-2021* | SBL       | 4/5       | 40     | 14     | 26     | 0.350  | 落敗 準決賽（台灣啤酒）0比3                           |
| 2021-2022* | SBL       | 4/5       | 30     | 12     | 18     | 0.400  |                                                       |
| 合計:19年  | 合計:19年 | 合計:19年 | 582    | 237    | 345    | 0.407  | 五次進四強                                            |

備註
總教練
- 第二季李雲翔於2月20日起接任總教練
- 第十三季許智超掛名總教練，但訓練與調兵遣將由執行教練James Duncan負責。

名次
- 第一季戰績與中廣戰神相同，但比較例行賽對戰成績後為中廣戰神3：1九太科技
- 第二季戰績與台灣啤酒相同，但比較例行賽對戰成績後為台灣啤酒3：2東森羚羊

- 粗體黑字為該隊史最高，紅字為SBL紀錄

## 外部連結
- 高雄九太科技籃球隊的Instagram帳戶
- YouTube上的高雄九太科技籃球隊頻道